# Кампа (міфологія)
Кампа (дав.-гр. Κάμπη) — підстаркувата німфа або дракайна, охоронець темної безодні Тартара, з тілом жінки і п'ятдесятьма зміями замість голови. За Овідієм була з бичачим тілом і зміїними хвостами. За іншими джерелами просто мала змій у волоссі голови.
Кампа вартувала в Тартарі гекатонхейрів і циклопів, дітей Урана. За Аполлодором, Гея передбачила перемогу Зевса в Титаномахії, але тільки тоді, коли він візьме в союзники бранців Тартара. Зевс таємно прийшов до Тартару, вбив Кампу і звільнив циклопів і гекантохейрів / сторуких.
За Овідієм мойри передбачили перемогу тому, хто зуміє принести в жертву шляхом спалення тіло мертвої Кампи. Гекатонхейр велетень Бріарей вбив її сокирою, розрубав тіло, і почав розводити жертовний вогонь, але посланий Зевсом шуліка схопив останки Кампи й відніс їх до Зевса, який і зробив жертвоприношення.
Після цього Тартар було оточене потрійним шаром мороку і залізною стіною х воротами, які спорудив Посейдон. Тартар став місцем заточення скинутого Кроноса і титанів, яких охороняли гекатонхейри.